# ドミニカ共和国の国章
ドミニカ共和国の国章（ドミニカきょうわこくのこくしょう）は国旗と同様に四分割された色のシールドは月桂樹の枝（左）と椰子の葉（右）によって支えられ、青いリボンは国是のDios, Patria, Libertad (神、祖国、自由)が表示されたシールドによって特徴づけられている。シールドの下には、República Dominicanaの文字が赤いリボンの上に表れている（より新しい版では、この赤いリボンはチップとタッセルを上向きに屈曲させて描写されている）。シールドの中央では、両面で三つの槍（内二つはドミニカのバナーを支えている）側面に向い、聖書と小さな金の十字架の上にあり、聖書は（一般に信じられているところによれば）ヨハネによる福音書、8:32が開かれ、それはY la verdad os hará libre （そして真実は汝を自由にするであろう）と読める。
国章はドミニカ共和国の国旗の中心にも置かれている。

独立時の国章